# USS Sam Houston (SSN-609)
USS Sam Houston (SSBN/SSN-609) – drugi w kolejności budowy amerykański okręt podwodny z napędem jądrowym typu Ethan Allen. W latach 1962–1980 jako SSBN-609 przenoszący pociski balistyczne SLBM typu Polaris A-2, następnie Polaris A-3, w ramach systemu rakietowego Polaris-Poseidon. 10 listopada 1980 roku, został wycofany z systemu strategicznego odstraszania nuklearnego i przeklasyfikowany na okręt myśliwski (SSN-609), po czym w roku 1986 został przystosowany do transportu oddziałów specjalnych SEAL. Służbę w marynarce amerykańskiej zakończył 6 grudnia 1991 roku.